# Dokmanovići
Dokmanovići is een plaats in de gemeente Vrbovsko in de Kroatische provincie Primorje-Gorski Kotar. De plaats telt 61 inwoners (2001).